# Nivaldo Teixeira Braga
Nivaldo Teixeira Braga (Curitiba, 25 de abril de 1852 -? de julho de 1924) foi um jornalista, professor e biógrafo brasileiro.

## Biografia
Filho de João Antônio da Silva Braga e d. Zulmira da Purificação Braga, fez os estudos primários em sua cidade natal, mais especificamente, no Liceu Curitybano ou Licêo de Coritiba. Ainda jovem transfere-se para São Paulo aonde termina seus estudos. Juntamente com os irmãos funda uma escola no interior da província paulista. Ao retornar para Curitiba trabalha como professor e torna-se diretor de escolas em Curitiba, Morretes e na freguesia de Votuverava (futuro município de Rio Branco do Sul). Em 1879 deixa o magistério público e funda o Collegio Curitybano.
O Colégio, fundado e dirigido por Nivaldo Braga, ganha notável reputação na cidade e por suas salas passam algumas personalidades que fizeram história em Curitiba, como: Sebastião Paraná, Agostinho Ermelino de Leão Jr., Alfredo Romário Martins, Emiliano Pernetta, Dario Vellozo, entre outros. O Curitibano originou o curso normal de professores, na capital provinciana, e os diplomados pelo colégio eram reconhecidos pelo governo, tal era o conceito que gozava a instituição e o seu diretor.
O Mestre Braga também colaborou nos periódicos: “Jornal do Comércio”, “Gazeta Paranaense”, entre outros. Em 1887 Nivaldo decide lançar uma publicação e neste mesmo ano é impresso, sob sua direção, a “Revista do Paraná”, primeira publicação ilustrada da província. Também redigiu para a revista “Cruz Machado”.
Nivaldo Braga foi autor do primeiro Dicionário Histórico e Geográfico do Paraná, porém, seus originais foram extraviados e assim não houve a perpetuação deste trabalho.
Como biografo o professor Nivaldo elabora o perfil biográfico de personalidades como: Visconde de Nácar, Prudente de Morais, entre outros.
Foi secretário do Museu Paranaense e fez parte, em 1881, da primeira diretoria do Clube Curitibano, na função de 2° secretário.
Nivaldo Teixeira Braga faleceu em julho de 1924 aos 72 anos.